# Rheintaler Binnenkanalwerke
Die Rheintaler Binnenkanalwerke sind drei baugleiche Laufkraftwerke der St. Gallisch-Appenzellischen Kraftwerke AG. Die jährliche Stromproduktion liegt bei 6.2 GWh.

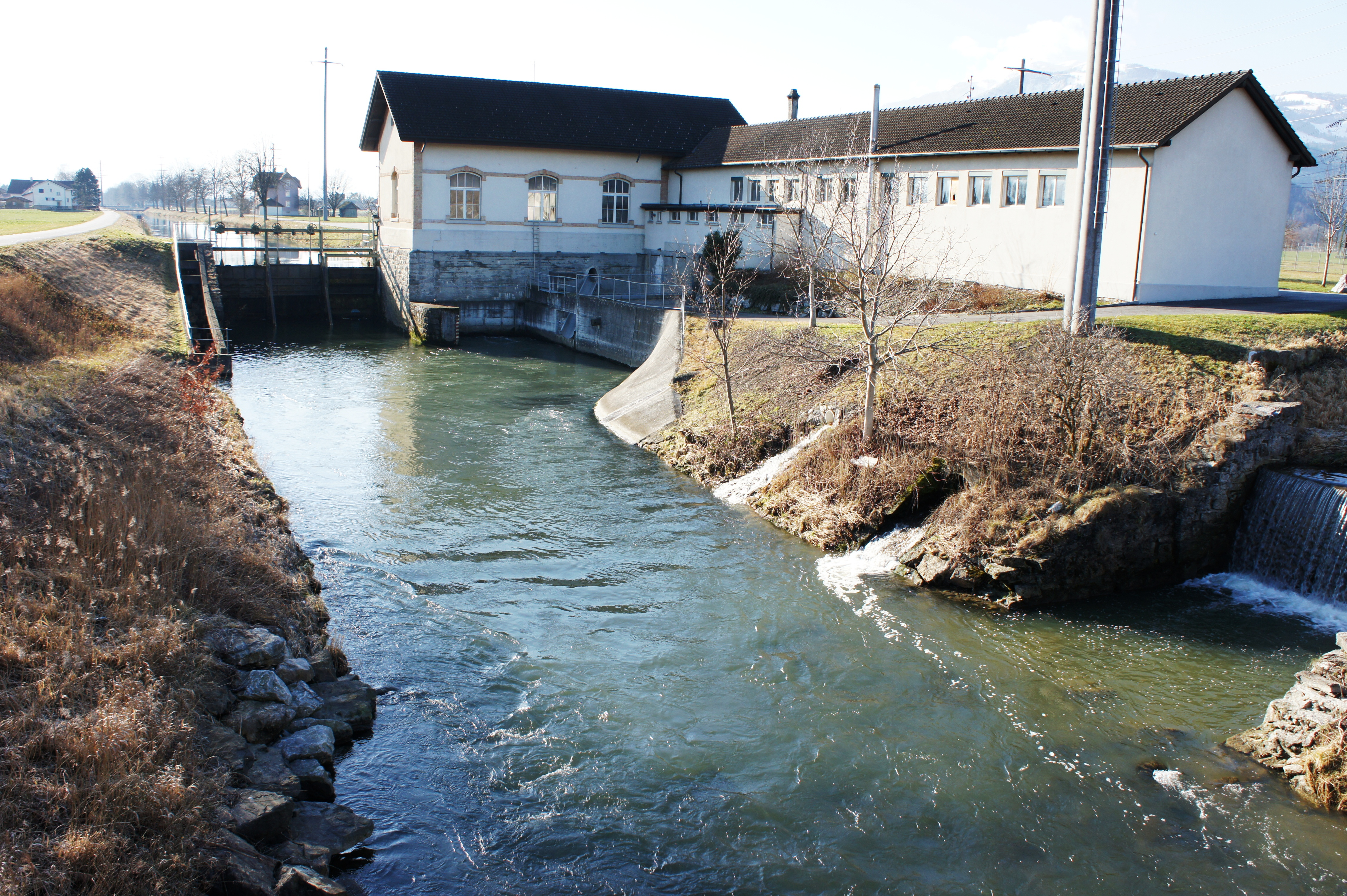
Blick aus Norden auf die Zentrale Montlingen

## Geschichte
Bis Ende 19. Jahrhundert war der Rhein ein wilder Fluss, mit einem sich ständig verändernden Flusslauf. Deshalb wurden 1882–1884 der Werdenberger- und 1896–1906 der Rheintaler Binnenkanal errichtet. Um das Gefälle in den einzelnen Kanalabschnitten zu senken, sollten bei Lienz, Blatten und Montlingen drei Gefällsstufen gebaut werden. Diese Gefällstufen für die Stromversorgung des St. Galler Rheintals zu nutzen war ein bedeutungsvoller Nebenzweck. 1903 fasste der Kanton St. Gallen den Baubeschluss und anfangs 1906 wurde das erste Mal Elektrizität produziert.
Die Werkgruppe bestand aus der Zentrale Montlingen mit 3 Anlagen zu 250 PS und den Zentralen Lienz ▼ und Blatten ▼ mit je zwei gleichen Anlagen.
1911 wurden die Binnenkanalwerke Eigentum des neu gegründeten Elektrizitätswerkes des Kantons St. Gallen. Aber nur drei Jahre später, gingen die Werke in die Hände der St. Gallisch-Appenzellische Kraftwerke AG über.
1927 hatten die alten Anlagen ausgedient. In jeder Zentrale wurde je eine neue 540-PS-Anlage installiert. Jährlich wurden damit 3,8 Mio. kWh Strom produziert. Mit dem Umbau wurden die Werke Lienz und Blatten neuerdings von der Zentrale Montlingen aus überwacht. 1988/89 waren auch diese Turbinen veraltet und wurden durch drei Kaplanturbinen ersetzt.
Heute arbeiten alle Anlagen vollautomatisch und werden von der Zentrale Montlingen aus gesteuert.

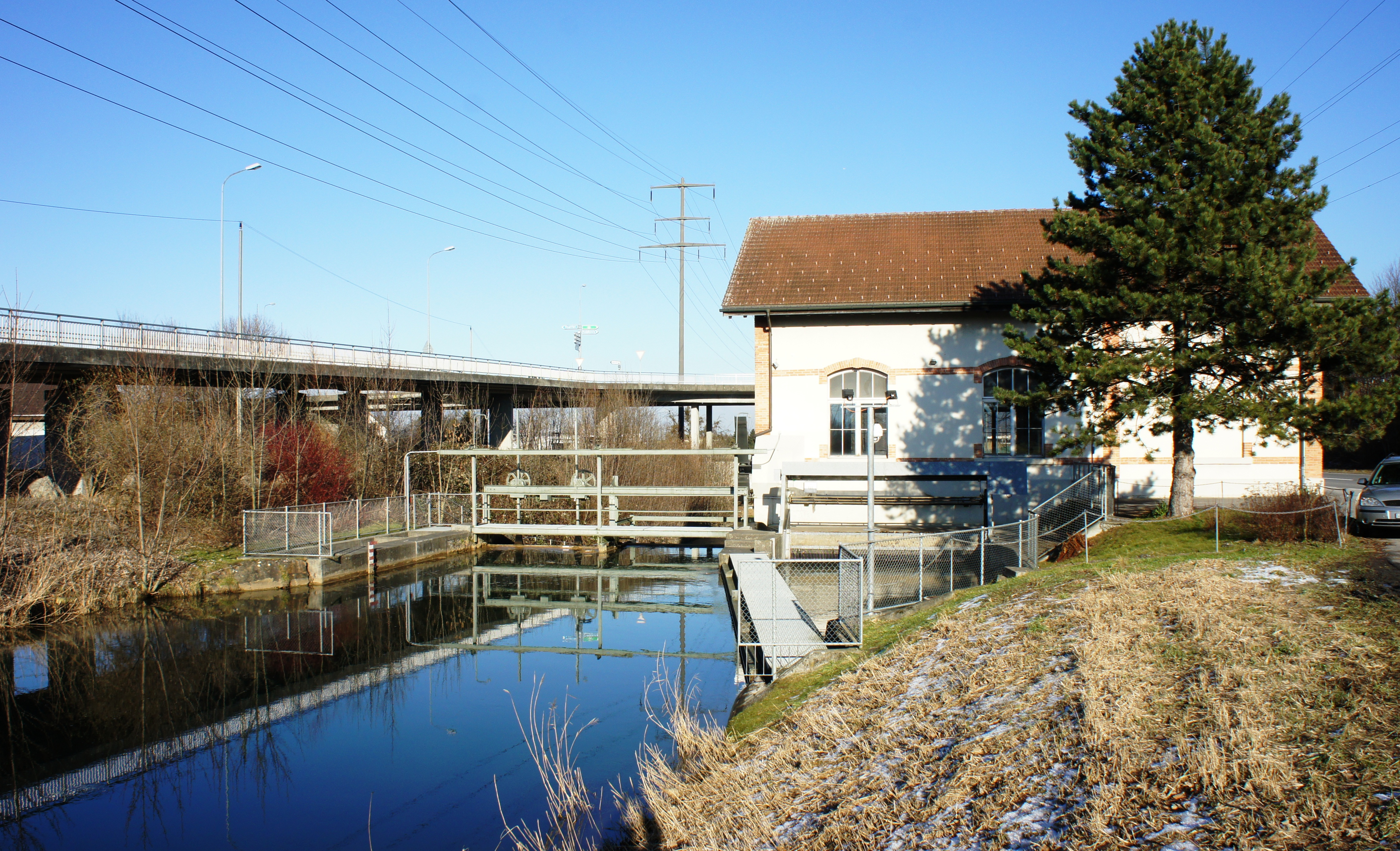
Blick aus Südwesten auf das Werk Blatten bei Oberriet

## Photovoltaikanlage Lienz

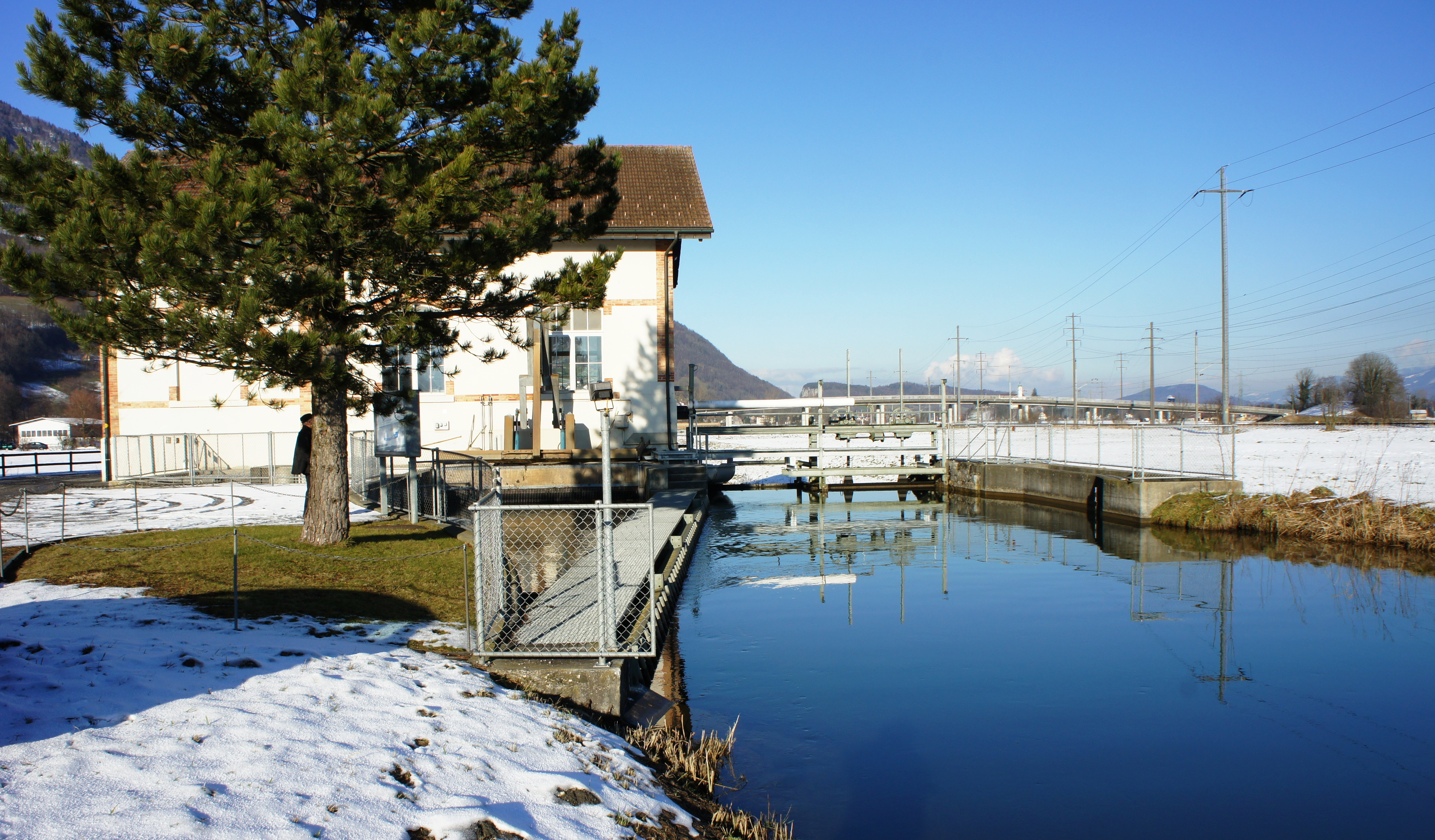
Das Werk Lienz mit Informations-Tafel

Beim Umbau 1988/89 wurde beim Werk in Lienz eine photovoltaische Anlage mit einer Leistung von 3 kW eingebaut. Bei einer Führung durch die Werke der St. Gallisch-Appenzellische Kraftwerke AG wird dem Besucher so die Gelegenheit geboten, etwas über die verschiedenen Arten der erneuerbaren Energiequellen zu erfahren.

## Idyllische Lage
Die drei Werke wurden historisch renoviert und liegen im idyllischen Erholungsgebiet des Binnenkanals, direkt an einem beschilderten Veloweg.
Da der SAK sehr viel an der Erhaltung der Natur in der Nähe der Anlagen liegt, wurde bei jedem der drei Werke eine Fischtreppe errichtet, die es den Seeforellen erlauben, ihre Laichgewässer im oberen Rheintal zu erreichen.